# Eduard Wenk
Eduard Jean Louis Wenk (* 4. November 1907 in Basel; † 19. Oktober 2001 ebenda) war ein Schweizer Geologe, Petrograph und Mineraloge.

## Leben
Wenk interessierte sich früh für Paläontologie und Botanik der heimatlichen Schweizer Jura. Er studierte an der Universität Basel unter anderem bei Heinrich Preiswerk-Becker (1876–1940), für den er 1929 Feldarbeiten in den Zentralalpen ausführte und arbeitete für seine Doktorarbeit (1934) im Kristallin der Silvretta. Bei einem Besuch bei Bruno Sander in Innsbruck lernte er die Methoden der Gefügekunde und als Post-Doktorand war er bei Helge Backlund in Uppsala, wo er auch Jakob Johannes Sederholm, Eugen Wegmann und Pentti Eskola traf. Anschließend schloss er sich der Expedition von Lauge Koch nach Grönland an, der noch weitere Grönlandexpeditionen in den 1950er Jahren folgten. 1936 bis 1939 arbeitete er für Shell als Erdölgeologe in Borneo. Vom Zweiten Weltkrieg wurde er bei der Besetzung der Niederlande überrascht und ging wieder in die Schweiz, wo er bei Paul Niggli an der ETH Zürich arbeitete. 1952 wurde er ordentlicher Professor in Basel, wo er 1975 emeritierte. Er war zeitweise Rektor der Universität.
Schon in Uppsala veröffentlichte er eine klassische Arbeit über die Entstehung gebänderter Gneise aus metamorpher Differentiation. Aufgrund seiner Erdöl-petrografisch-gefügekundlichen Arbeiten erkannte er schon 1943 das relative junge Alter der metamorphen Kristallisation in den Zentralalpen und schuf danach die Basis für Karten von Mineral-Isograden in den Alpen (Karten für das Auftreten bestimmter Indexmineralien, die metamorphe Zonen charakterisieren), insbesondere Plagioklase. Aus diesen Arbeiten entstand auch ein Buch über die Beziehung von Zusammensetzung, Kristallstruktur und Optik von Feldspaten.
Er war seit 1939 mit Martha Heussi verheiratet, mit der er zwei Söhne hatte, darunter der Mineraloge Hans-Rudolf Wenk.

## Werke
- mit Conrad Burri, Robert Parker Die optische Orientierung der Plagioklase, Birkhäuser 1967

## Ehrungen
1970 erhielt er die Abraham-Gottlob-Werner-Medaille. 1978 erhielt er die Gustav-Steinmann-Medaille für grundlegenden Arbeiten über die Metamorphose der Zentral-Alpen, welche zum Verständnis eines heute klassischen Metamorphose-Gürtels führten. 1962 wurde er auswärtiges Mitglied der Geological Society of London.
Das 1962 entdeckte Mineral Wenkit und zwei Schnecken aus seiner Borneo-Expedition in den 1930er Jahren (Tibia wenki, Barbatai wenki) wurden nach ihm benannt.